# Nicolas Somer et ses fils
Nicolas Somer est un facteur d'orgues parisien du XVIIIe siècle dont les trois fils furent aussi organiers.

## Biographie
Né vers 1709, décédé le 21 juillet 1771 à Paris à son domicile rue Saint-Jacques, honoré du titre de « facteur de monseigneur le Dauphin », il est surtout connu pour avoir construit entre 1747 et 1753 pour la famille royale et au palais de Versailles, trois cabinets d'orgues, comme on disait alors, c'est-à-dire des positifs de salon; respectivement pour le Dauphin, la Dauphine  et madame Adélaïde.
Le buffet (classé MH en tant qu'objet) de l'un d'entre eux est parvenu jusqu'à nous. Installé à partir de 1804 dans le chœur de l'église Saint-Sulpice de Paris, où sa partie instrumentale fut reconstruite par Aristide Cavaillé-Coll en 1867, il est ramené à Versailles en 1968. Dit « orgue de madame Adélaïde », parce qu'il est aujourd'hui exposé dans le grand cabinet de madame Adélaïde, au rez-de-chaussée du palais, cette attribution n'est toutefois pas avérée, certaines sources affirmant qu'il s'agit en fait de celui du Dauphin (notamment la fiche Palissy consacrée à cet instrument).
En 1749 & 1750 il est comptable-juré de la corporation des faiseurs d'instruments de musique et facteurs d'orgues.
De 1756 à 1763 il travaille à l'orgue de Saint-Jacques-de-la-Boucherie et en 1762 à celui de la salle du Concert Spirituel.
En 1765 il construit un orgue neuf pour les Bernardines de l'abbaye de Penthémont.
En 1768 il fait quelques réparations à l'orgue de Saint-Benoît, et restaure de fond en comble l'orgue de Saint-Jean-en-Grève.
En 1769 il est syndic et juré de la corporation des faiseurs d'instruments de musique et facteurs d'orgues; et s'engage à construire un orgue à deux claviers pour la chapelle du couvent des dames religieuses de la Providence, rue de l'Arbalète.
En 1770 il effectue des travaux sur l'orgue de Brie-Comte-Robert, et sur l'instrument du couvent des Grands Augustins, probablement réalisés en fait par ses fils qui travaillent encore avec lui.
A la fin de sa vie il entreprend des travaux de restauration sur l'orgue partiellement détruit par un incendie de l'église Saint-Etienne-du-Mont, avec l'aide de ses fils Louis et Antoine (contrat du 22 septembre 1766), interrompus par son décès et achevés par François-Henri Clicquot.

## Ses fils
Ce n'est qu'après sa mort que ses trois fils figurent séparément comme facteurs d'orgues dans l'Almanach musical, à trois adresses différentes : 
- Antoine, rue du Marché Palu;
- Joseph, place Maubert;
- Louis, rue Contrescarpe, près l'Estrapade.

De Jacques, Joseph (décédé le 1er novembre 1779 à Paris) et Louis, Nicolas (l'aîné, né à Paris le 14 janvier 1732, paroisse St Séverin), on ne sait pas grand chose, si ce n'est que Louis est appelé en 1771 avec François-Henri Clicquot à expertiser et estimer l'orgue à 3 claviers de la salle du Concert Spirituel, puis est requis avec son frère Antoine, l'an III de la République (1794-1795), par la commission Molard, pour dresser l'inventaire des instruments parisiens à conserver, réquisitionner ou démonter. Pour en finir avec Louis Somer, son seul orgue connu est celui reconstitué en 1809, dans l'église Saint-Germain-des-Prés dont l'instrument a été transféré à Saint-Eustache, à partir des vestiges de celui de l'abbaye Saint-Victor entreposés au Conservatoire des Arts et Métiers; reconstruit par Haerpfer-Erman en 1973 et dont André Isoir fut le titulaire.
D'autre part dans un projet d'arrêté en date du 20 germinal an II (9 avril 1794), il est prévu, entre autres choses, que « les citoyens Desprez, Séjan, Balbastre et Miroir, organistes, les citoyens Dallery et les deux frères Somer, facteurs, sont autorisés à visiter tous les orgues des départements.... » ; les deux frères Somer ne peuvent être que Louis et Antoine, Joseph étant décédé à cette date. Les trop peu nombreux documents de cette époque troublée citant un Somer précisent rarement le prénom ou donnent celui de Jean qui est en fait Antoine.